# Jake Carter (wrestler)
Jesse Allen White (Boulder, 19 aprile 1986) è un wrestler ed ex giocatore di football americano statunitense.
Tra il 2011 e il 2013 è stato sotto contratto con la World Wrestling Entertainment e ha militato nel settore di sviluppo Florida Championship Wrestling e NXT con il ring name Jake Carter. White è il figlio del wrestler Big Van Vader (1955-2018).

## Carriera

### Football
White inizia la sua carriera come giocatore di football della National Football League ma nel 2008 è costretto al ritiro per un infortunio. L'anno seguente, inizia ad allenarsi per seguire le orme del padre, cioè diventare un wrestler.

### WWE

#### Florida Championship Wrestling (2011-2012)
Il 30 aprile 2011, viene ufficializzata la firma di Jesse White per la WWE. Viene spedito alla Florida Championship Wrestling per allenarsi dove assume il ring name Jake Carter. Esordisce il 3 marzo 2012, allo show di Lake City, perdendo contro Colin Cassady. Il 15 marzo, solamente al suo secondo match in FCW, vince i titoli di coppia insieme a Corey Graves battendo Bo Rotundo e Husky Harris. Successivamente, però, perde un 6-man tag team match insieme a Graves e Brad Maddox contro il trio formato da Jason Jordan, Xavier Woods e CJ Parker. Il 21 marzo, insieme a Corey Graves e Damien Sandow, perde contro Mike Dalton, Kenneth Cameron e Rick Victor. Otto giorni dopo, però, lui e Graves battono Richie Steamboat e Xavier Woods al Tampa Show. Nei tapings del 4 aprile, Graves e Carter difendono con successo le loro cinture dall'assalto di CJ Parker e Mike Dalton e il 26 aprile, da quello portato da Conor O'Brian e Kenneth Cameron. Il 3 maggio, perdono un No-Titles match contro Bo Rotundo e Seth Rollins e, la settimana seguente, perdono anche un Tag Team Turmoil match in favore di Rotundo e Rollins nel quale erano compresi Conor O'Brian e Kenneth Cameron. Nei tapings del 24 maggio, perdono contro Mike Dalton e Xavier Woods e in quelli del 7 giugno, difendono le corone dall'assalto di Dalton e CJ Parker. Perdono i titoli il 15 giugno ad un evento a Palatka, Florida, contro Leakee & Mike Dalton. Cinque giorni dopo, Carter e Graves non riescono a riconquistare le cinture. Dopo aver perso un 6-man tag team match insieme Big E. Langston, Graves si allea con quest'ultimo e tradisce Carter e i due combattono contro il 19 luglio, dove Langston e Graves sconfiggono Carter in un Handicap Match. Il 1º agosto, a Bull Bash VI, Carter viene sconfitto da Leakee. Dopo pochi giorni, la FCW viene chiusa e tutti i talenti vengono spostati ad NXT.

#### NXT (2011-2013)
Il 4 luglio, Graves e Carter fanno il loro esordio in WWE durante la puntata di NXT, sconfiggendo facilmente CJ Parker e Nick Rogers. Il 22 agosto, Carter ha il suo secondo match, ma in singolo, dove perde contro Kassius Ohno. Nella puntata del 26 settembre, Carter viene sconfitto da Leo Kruger. Viene battuto anche il 17 ottobre, da Trent Baretta, dopo che questi due si erano lanciati una sfida in un segmento del backstage della settimana prima.

## Nel Wrestling

### Mosse finali
Diving crossbody

## Titoli e riconoscimenti
- Florida Championship Wrestling
  - FCW Florida Tag Team Championship (1 - con Corey Graves)
- Pro Wrestling Illustrated
  - 191º tra i 500 migliori wrestler singoli nella PWI 500 (2012)